# Sacro Cuore di Gesù
El Sacro Cuore di Gesù és una església de Roma.

## Història i descripció
L'església fou ordenada pel Papa Pius IX, qui el 1870 posà la primera pedra del nou edifici, però a causa de l'annexió de Roma al Regne d'Itàlia la feina s'aturà. Fou tan sols gràcies a la tenacitat de Sant Joan Bosco que la construcció pogué reprendre-se el 1880 i es finalitzà el 1887, per l'arquitecte Francesco Vespignani.
L'església és la seu de la parròquia del Sacro Cuore di Gesù a Castro Pretorio, establerta el 2 de febrer de 1879 amb el decret vicarial Postremis hisce temporibus. L'11 de febrer de 1921 el Papa Benet XV l'elevà al rang de basílica menor, amb la carta apostòlica Pia Societas. Posteriorment, el Papa Pau VI instituí el títol de cardenal del Sacro Cuore di Gesù a Castro Pretorio, el 5 de febrer de 1965.
La façana és d'estil renaixentista. Sobre la torre es troba una estàtua de Crist Redemptor, col·locada el 1931. L'interior té tres naus dividides per columnes de granit, amb creuer i cúpula.
L'església i els edificis annexos són propietat dels Salesians, que han fet un dels seus centres més importants a Roma. En un dels seus edificis visqué el fundador de l'església, Sant Joan Bosco, des de 1881 fins a 1884, com recorda una placa commemorativa.

## Títol cardenalici
El 5 de febrer de 1965, mitjançant la constitució apostòlica Almae Urbis templa, el Papa Pau VI instituí la diaconia de Sacro Cuore di Gesù a Castro Pretorio.

### Titulars
- Maximilien de Fürstenberg, títol pro illa vice (29 de juny de 1967 - 22 de setembre de 1988, mort)
- Giovanni Saldarini, títol pro illa vice (28 de juny de 1991 - 18 d'abril de 2011, mort)
- Giuseppe Versaldi, des del 18 de febrer de 2012

## Galeria

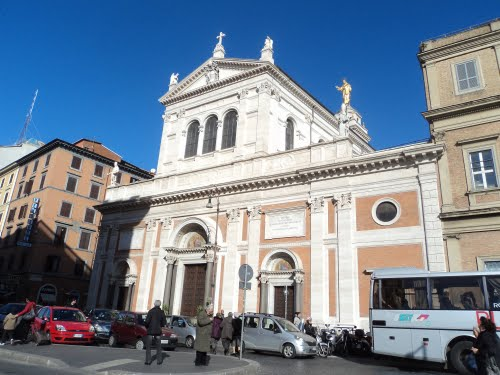
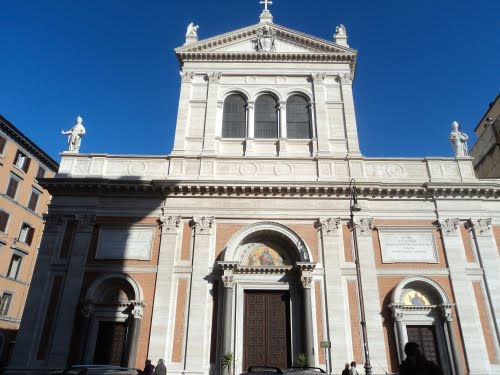
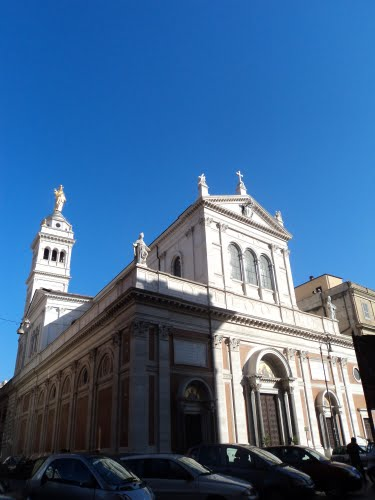
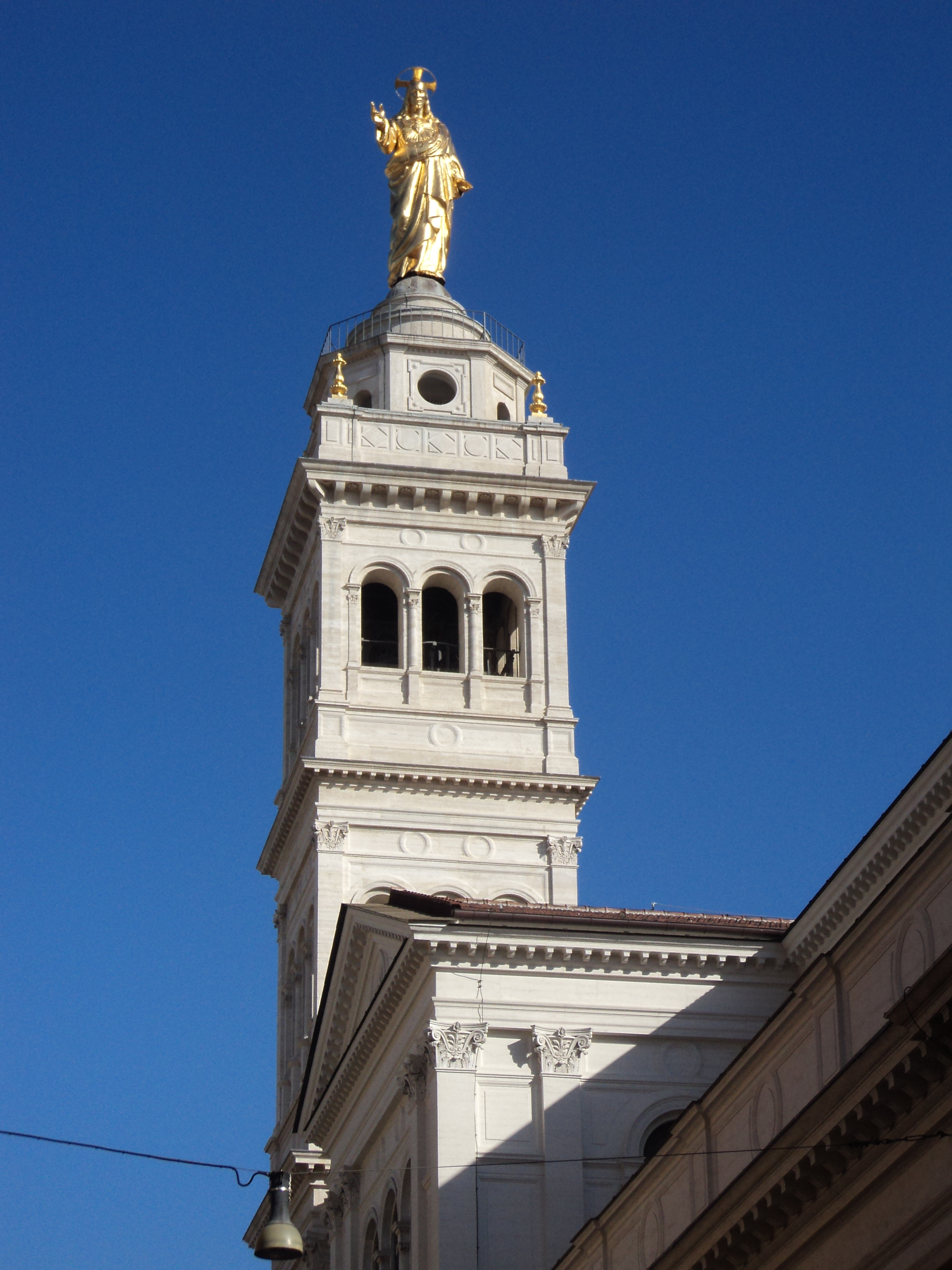